# Lobopoma longicornis
Lobopoma longicornis är en insektsart som beskrevs av Lucien Chopard 1958. Lobopoma longicornis ingår i släktet Lobopoma och familjen gräshoppor. Inga underarter finns listade i Catalogue of Life.